# Mariinskit
Mariinskit (IMA-Symbol Mii) ist ein sehr selten vorkommendes Mineral aus der Mineralklasse der „Oxide und Hydroxide“ mit der Summenformel BeCr2O4 und damit chemisch gesehen ein Beryllium-Chrom-Oxid. Das Mineral kann chemisch auch als Berylliumchromat(III) bzw. Berylliumchromit angesehen werden und ist zudem das Chromanalogon von Chrysoberyll (BeAl2O4) sowie das Berylliumanalogon von Chromit (FeCr2O4).
Mariinskit kristallisiert im orthorhombischen Kristallsystem, konnte bisher jedoch nur in Form unregelmäßiger Körner von 0,01 bis 0,3 Millimeter Größe von dunkelgrüner bis smaragdgrüner Farbe bei hellgrüner Strichfarbe gefunden werden. In einigen Fällen fanden sich auch pseudohexagonale Kristallformen, die denen von Chrysoberyllzwillingen ähneln. Das Mineral ist meist durchscheinend und nur in dünnen Schichten durchsichtig. Die Kristallflächen weisen einen starken, glasähnlichen Glanz auf.

## Etymologie und Geschichte
Erstmals entdeckt wurde Mariinskit in der Smaragd-Lagerstätte „Mariinskoye“ bei Malyschewa in der russischen Oblast Swerdlowsk (Ural). Die Analyse und Erstbeschreibung erfolgte durch L. A. Pautow, M. P. Popow, Ju. W. Jerochin, W. W. Chiller, W. Ju. Karpenko (russisch Л. А. Паутов, М. П. Попов, Ю. В. Ерохин, В. В. Хиллер, В. Ю. Карпенко), die das Mineral nach dessen Typlokalität benannten.
Das Mineralogenteam sandte seine Untersuchungsergebnisse und den gewählten Namen 2011 zur Prüfung an die International Mineralogical Association (interne Eingangsnummer der IMA: 2011-057), die den Mariinskit als eigenständige Mineralart anerkannte. Die Publikation der Erstbeschreibung erfolgte 2012 im russischen Fachmagazin Sapiski Wsessojusnogo Mineralogitscheskogo Obschtschestwa (russisch Записки Всесоюзного Минералогического Общества) und im Jahr darauf im englischsprachigen Fachmagazin Geology of Ore Deposits.

## Klassifikation
Da der Mariinskit erst 2011 als eigenständige Mineralart anerkannt wurde, ist er in der von der IMA zuletzt 2009 aktualisierten Mineralsystematik nach Strunz (9. Auflage) noch nicht verzeichnet. Auch die Systematik der Minerale nach Dana kennt den Mariinskit bisher nicht.
Da es sich beim Mariinskit jedoch um ein dem Chrysoberyll sehr nahe verwandtes Mineral handelt, wird Mariinskit voraussichtlich ebenfalls der Abteilung der Oxide mit dem Stoffmengenverhältnis Metall : Sauerstoff = 3 : 4 und vergleichbare und dort der Unterabteilung „Mit kleinen und mittelgroßen Kationen“ zugeordnet.
In der zuletzt 2018 überarbeiteten Lapis-Systematik nach Stefan Weiß, die formal auf der alten Systematik von Karl Hugo Strunz in der 8. Auflage basiert, erhielt das Mineral die System- und Mineralnummer IV/B.07-015. Dies entspricht der Klasse der „Oxide und Hydroxide“ und dort der Abteilung „Oxide mit dem Stoffmengenverhältnis Metall : Sauerstoff = 3 : 4 (Spinelltyp M3O4 und verwandte Verbindungen)“, wo Mariinskit zusammen mit Chrysoberyll, Ferrotaaffeit, Magnesiotaaffeit und Swedenborgit eine unbenannte Gruppe mit der Systemnummer IV/B.07 bildet.
Die von der Mineraldatenbank „Mindat.org“ weitergeführte Strunz-Klassifikation ordnet den Mariinskit in die Abteilung der „Oxide mit dem Stoffmengenverhältnis Metall : Sauerstoff = 3 : 4 und vergleichbare“ (englisch Metal : Oxygen = 3 : 4 and similar) und dort in die Unterabteilung „Mit kleinen und mittelgroßen Kationen“ (englisch With small and medium-sized cations), wo er zusammen mit Chihmingite und Chrysoberyll eine unbenannte Gruppe mit der Systemnummer 4.BA.05 bildet (vergleiche dazu die oben genannte, voraussichtliche Eingruppierung in der 9. Auflage der Strunzschen Mineralsystematik).

## Kristallstruktur
Mariinskit kristallisiert orthorhombisch in der Raumgruppe Pnma (Raumgruppen-Nr. 62) mit den Gitterparametern a = 9.727(3) Å; b = 5.619(1) Å; c = 4.499(1) Å sowie 4 Formeleinheiten pro Elementarzelle.

## Bildung und Fundorte
Mariinskit bildete sich in Chromitit, einem magmatischen ultramafischen Gestein, das hauptsächlich aus dem Mineral Chromit besteht. Als Begleitmineral traten Fluorophlogopit, chromhaltiger Muskovit, Eskolait und Turmalin auf.
Seine Typlokalität, die Smaragd-Lagerstätte „Mariinskoye“ in Russland ist bisher auch der weltweit einzige bekannte Fundort für Mariinskit.